# La Bazoge-Montpinçon
La Bazoge-Montpinçon – miejscowość i gmina we Francji, w regionie Kraj Loary, w departamencie Mayenne.
Według danych na rok 1990 gminę zamieszkiwało 495 osób, a gęstość zaludnienia wynosiła 59 osób/km² (wśród 1504 gmin Kraju Loary La Bazoge-Montpinçon plasuje się na 846. miejscu pod względem liczby ludności, natomiast pod względem powierzchni na miejscu 1072.).